# Hyamia dorsippa
Hyamia dorsippa är en fjärilsart som beskrevs av Walker. Hyamia dorsippa ingår i släktet Hyamia och familjen nattflyn. Inga underarter finns listade i Catalogue of Life.